# Boccia op de Paralympische Zomerspelen 2020
Op de XVIe Paralympische Zomerspelen, die in 2021 werden gehouden in Tokio, Japan, was boccia een van de 23 sporten die werden beoefend.

## Medaillespiegel
| Plaats | Land                | NPC | Goud | Zilver | Brons | Totaal |
| 1      | Slowakije           | SVK | 2    | 0      | 0     | 2      |
| 2      | Thailand            | THA | 1    | 2      | 0     | 3      |
| 3      | Japan               | JPN | 1    | 1      | 1     | 3      |
| 4      | Tsjechië            | CZE | 1    | 0      | 0     | 1      |
| 4      | Verenigd Koninkrijk | GBR | 1    | 0      | 0     | 1      |
| 4      | Zuid-Korea          | KOR | 1    | 0      | 0     | 1      |
| 7      | Griekenland         | GRE | 0    | 1      | 1     | 2      |
| 7      | Hongkong            | HKG | 0    | 1      | 1     | 2      |
| 9      | China               | CHN | 0    | 1      | 0     | 1      |
| 9      | Maleisië            | MAS | 0    | 1      | 0     | 1      |

## Uitslagen

### Individueel
| Klasse | Goud | Goud              | Zilver | Zilver                  | Brons | Brons                          |
| ------ | ---- | ----------------- | ------ | ----------------------- | ----- | ------------------------------ |
| BC1    | GBR  | David Smith       | MAS    | Chew Wei Lun            | BRA   | Jose Carlos Chagas de Oliveira |
| BC2    | JPN  | Hidetaka Sugimura | THA    | Watcharaphon Vongsa     | BRA   | Maciel Santos                  |
| BC3    | CZE  | Adam Peška        | GRE    | Grigorios Polychronidis | AUS   | Daniel Michel                  |
| BC4    | SVK  | Samuel Andrejčík  | THA    | Pornchok Larpyen        | HKG   | Leung Yuk Wing                 |

### Teams & Pairs
| Klasse | Goud | Goud                                                                    | Zilver | Zilver                                           | Brons | Brons                                                          |
| ------ | ---- | ----------------------------------------------------------------------- | ------ | ------------------------------------------------ | ----- | -------------------------------------------------------------- |
| BC1-2  | THA  | Witsanu Huadpradit Subin Tipmanee Worawut Saengampa Watcharaphon Vongsa | CHN    | Zhang Qi Yan Zhiqiang Lan Zhijian                | JPN   | Takumi Nakamura Yuriko Fujii Hidetaka Sugimura Takayuki Hirose |
| BC3    | KOR  | Jeong Ho-won Kim Han-soo Choi Ye-jin                                    | JPN    | Kazuki Takahashi Keisuke Kawamoto Keiko Tanaka   | GRE   | Grigorios Polychronidis Anna Ntenta Anastasia Pyrgiotis        |
| BC4    | SVK  | Samuel Andrejčík Michaela Balcová Martin Streharsky                     | HKG    | Leung Yuk Wing Lau Wai Yan Vivian Wong Kwan Hang | RPC   | Sergey Safin Ivan Frolov Daria Adonina                         |

Atletiek · Badminton · Bankdrukken · Basketbal · Boccia · Boogschieten · Goalball · Judo · Kanovaren · Paardensport · Roeien · Rugby · Schermen · Schietsport · Taekwondo · Tafeltennis · Tennis · Triatlon · Voetbal · Volleybal · Wielersport · Zwemmen
New York & Stoke Mandeville 1984 · 
Seoel 1988 · 
Barcelona 1992 · 
Atlanta 1996 · 
Sydney 2000 · 
Athene 2004 · 
Peking 2008 · 
Londen 2012 · 
Rio de Janeiro 2016 · 
Tokio 2020 ·
Parijs 2024 ·  
Los Angeles 2028